# 鬼石テレビ中継局
鬼石中継局（おにしちゅうけいきょく）は、埼玉県児玉郡神川町（旧神泉村）に設置されているテレビ中継局である。

## 概要
- 当中継局は、児玉郡神川町の渡瀬にあり、神流川流域を放送エリアとしている。なお、ここでは2009年3月に開局した、鬼石（神泉）デジタル中継局についてもあわせて記述する。
- 群馬テレビ（GTV）鬼石デジタル中継局は、群馬県用に設置した日本国内でも珍しい域外テレビ中継局である。GTV鬼石アナログ中継局は、群馬県内の別の場所に置局していた。詳しくはアナログテレビ放送（藤岡鬼石中継局） を参照。

## 中継局概要

### デジタルテレビ放送
| 放送局名          | リモコンキーID | 物理チャンネル | 空中線電力 | ERP   | 放送対象地域                                      | 放送区域内世帯数 | 開局日        |
| 鬼石テレビ中継局  |                |                |            |       |                                                   |                  |               |
| NHK東京総合テレビ | 1              | 13ch           | 300mW      | 830mW | 関東広域圏 （茨城県、栃木県及び群馬県を含まない） | 2894世帯         | 2009年3月31日 |
| NHK東京教育テレビ | 2              | 17ch           | 300mW      | 850mW | 全国                                              | 2894世帯         | 2009年3月31日 |
| GTV群馬テレビ     | 3              | 19ch           | 300mW      | 810mW | 群馬県                                            | 2894世帯         | 2009年7月17日 |
| NTV日本テレビ     | 4              | 18ch           | 300mW      | 830mW | 関東広域圏                                        | 2894世帯         | 2009年3月31日 |
| EXテレビ朝日      | 5              | 34ch           | 300mW      | 830mW | 関東広域圏                                        | 2894世帯         | 2009年3月31日 |
| TBSテレビ         | 6              | 20ch           | 300mW      | 830mW | 関東広域圏                                        | 2894世帯         | 2009年3月31日 |
| TXテレビ東京      | 7              | 44ch           | 300mW      | 830mW | 関東広域圏                                        | 2894世帯         | 2009年3月31日 |
| CXフジテレビ      | 8              | 31ch           | 300mW      | 830mW | 関東広域圏                                        | 2894世帯         | 2009年3月31日 |
| 藤岡鬼石中継局    |                |                |            |       |                                                   |                  |               |
| NHK前橋総合テレビ | 1              | 37ch           | 300mW      | 1W    | 群馬県                                            | 2894世帯         | 2013年1月28日 |
| 神川神泉中継局    |                |                |            |       |                                                   |                  |               |
| TVSテレビ埼玉     | 3              | 15ch           | 100mW      | 650mW | 埼玉県                                            | 1337世帯         | 2009年3月31日 |

- 鬼石（神泉）デジタル中継局の放送エリアは、埼玉県神川町、群馬県藤岡市の一部地域。
- 放送エリア
- 関東地方のデジタル中継局開局情報(中・小規模中継局編) - 総務省関東総合通信局

### アナログテレビ放送（藤岡鬼石中継局）
| 放送局名          | チャンネル | 空中線電力        | ERP                 | 放送対象地域 | 放送区域内世帯数 | 偏波面   |
| GTV群馬テレビ     | 32ch       | 映像1W /音声250mW | 映像6W /音声1.5W    | 群馬県       | 不明             | 水平偏波 |
| NHK東京総合テレビ | 34ch       | 映像1W /音声250mW | 映像6.3W /音声1.55W | 関東広域圏   | 不明             | 水平偏波 |
| NHK東京教育テレビ | 36ch       | 映像1W /音声250mW | 映像6.3W /音声1.55W | 全国         | 不明             | 水平偏波 |

#### 補足
- 2011年7月24日の停波を以って、廃局となった。

#### 放送エリア
- 藤岡市の一部

#### 置局住所
- 藤岡市大字三波川字御荷鉾山3000番地の雨降山

### 偏波面
- 鬼石中継局は、デジタル・アナログ共、垂直偏波送信。

### アナログテレビ放送（神泉中継局）
| 放送局名          | チャンネル | 空中線電力        | ERP                 | 放送対象地域 | 放送区域内世帯数 | 偏波面   |
| ----------------- | ---------- | ----------------- | ------------------- | ------------ | ---------------- | -------- |
| TVSテレビ埼玉     | 29         | 映像1W /音声250mW | 映像5.1W /音声1.3W  | 埼玉県       | 不明             | 垂直偏波 |
| NHK東京総合テレビ | 41         | 映像3W /音声750mW | 映像10.5W /音声2.6W | 関東広域圏   | 不明             | 垂直偏波 |
| NHK東京教育テレビ | 49         | 映像3W /音声750mW | 映像10.5W /音声2.6W | 全国         | 不明             | 垂直偏波 |

## 中継局置局住所
- 児玉郡神川町渡瀬（こだま神川カントリークラブ南西端）